# موريس هولمز (سائق سباق)
موريس هولمز (بالإنجليزية: Maurice Holmes)‏ هو سائق سباق نيوزيلندي، ولد في 10 نوفمبر 1908، وتوفي في 7 يوليو 1998.